# Би (Горња Вијена)
Би (фр. Buis) насеље је и општина у централној Француској у региону Лимузен, у департману Горња Вијена која припада префектури Белак.
По подацима из 2005. године у општини је живело 195 становника, а густина насељености је износила 30 становника/km². Општина се простире на површини од 6,55 km². Налази се на средњој надморској висини од 415 метара (максималној 431 m, а минималној 270 m).

## Демографија
| 1962. | 1968. | 1975. | 1982. | 1990. | 1999. | 2011. |
| ----- | ----- | ----- | ----- | ----- | ----- | ----- |
| 225   | 211   | 163   | 157   | 174   | 189   | 195   |

График промене броја становника у току последњих година